# エインガナ
エインガナ (Eingana) は、オーストラリア北部のアボリジニに伝わる虹蛇の一種であり、創造神、死と再生の神。エインガナはポンガポンガ民族の伝承で崇拝される虹蛇。つまりオーストラリアの伝承の創造神の一柱。ウングル、クンウィンク族のインガルナ、ユルルングルとは別の創世神話を持つ虹蛇。

全ての水、石、木、動物、及び人間の母とされる。
この世の始め、ビエインガナと呼ばれる時代に、エインガナはたった一人で無限の砂漠に横たわっていた。エインガナはそれに飽き、地上に存在する全ての生き物を生み出した。
エインガナは全ての人間達を飲み込み、母胎に全ての人間達を入れたまま水の中に潜り、そして水の中から浮かんだ。エインガナは膣を持っておらず、生き物達を産むことができなかったため、陣痛で苦しみ泣け叫んだ。長い間国中を旅していた老人「バルライヤ」は苦しむエインガナを見ると、アトラトル(手持ちの投槍器)に槍をつがえ、エインガナの肛門の近くに向けて槍を投げた。エインガナの肛門近くに空いた穴から血と共に全ての生き物が産み落とされたとされる。
野犬の一種であるディンゴの「カンダグン」は産まれたばかりの人間達を追い回し、人間達は様々な種族や言語に分かれてしまった。人間達は逃げる過程で、ある者は鳥となって飛び去り、ある者はカンガルーとなって飛び跳ねていき、ある者は飛べない鳥のエミューとなり、オオコウモリ、ハリネズミ、蛇などの動物になって逃げていった。
老人バルライヤは東から西へ旅をした。エインガナを突き刺した後、自分の住処であるバルライヤウィムへと帰りっていった。そして岩の上に自分の絵を描き、青い翼のあるワライカワセミへと姿を変えた。
エインガナは全ての川も造った。虹蛇ボロングも造った。自らが産んだ鳥や動物たち生き物全てを再び飲み込み、胎内に納めて言った。
「おまえたちみんながわたしの言うことを聞き、わたしの指示を守るというのが、わたしの意思である」
そして再び生き物達を放した。
エインガナは誰にも見ることができない。水の中におり、すみかとしている洞穴の中に存在している。雨季になって水の量が増えると、エインガナは大水の真ん中に立ち上がり、あたり一面を見回し、鳥、蛇、動物、人間達を自由にする。つまり、自分の中に住んでいるあらゆる種類の生き物を身体から出してやる。大水が引くと、エインガナは自分のすみかへと帰っていく。次の雨季が来るまで浮かび上がってくることはない。
エインガナは「トゥーン」と呼ばれる腱で造られた紐の端を掴んでいる。この紐のもう一方の端は全ての生き物のかかとの上の腱に結び付けられている。生き物が死ぬ時にはじめて、エインガナはこの紐を手放す。生命の霊である「マリクンゴル」は、虹蛇ボロングの道に従う。マリクンゴルはその種族が産まれた国へと帰っていく。